# المحجر (جبلة)

تعديل مصدري - تعديل

المحجر محلة تابعة لقرية التمرة، التابعة لعزلة جبلة بمديرية جبلة إحدى مديريات محافظة إب في الجمهورية اليمنية، بلغ تعداد سكانها 329 حسب تعداد اليمن لعام 2004.